# Arthur (Wisconsin)
Arthur è un comune degli Stati Uniti, situato in Wisconsin e in particolare nella Contea di Chippewa.